# مقياس معامل الجودة
مقياس معامل الجودة Q وبالإنجليزية Q.Meter
جهاز معالجة معامل الجودة Q هو جهاز صمم بخاصة لقياس معامل الجودة Q للملف، وكذلك لقياس الخواص الكهربائية للملفات والمكثفات
| Q range                         | Frequency ranges                             | accuracy | power supply |
| ------------------------------- | -------------------------------------------- | -------- | ------------ |
| 0-250 & 0-50 0-250in tow ranges | 300KHz, 1000KHz, 1 MHz, 3 MHz, 10 MHz-20 MHz | ±5%Fsd   | 230V, 50 Hz  |

## مقدمة
بالإنجليزية : Q.Meter

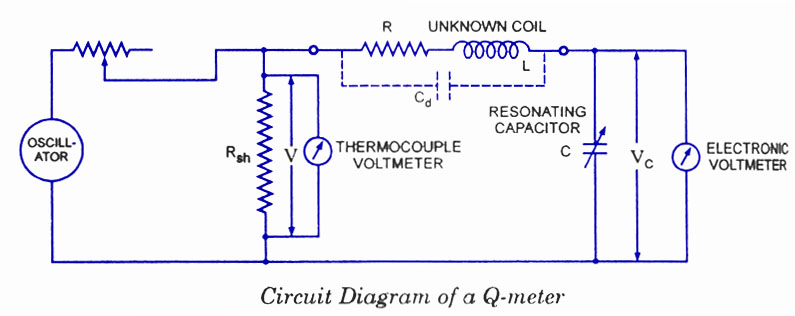
الدائرة التخطيطية لمقياس معامل الجودة

يجب أن تعرف كل أن ملف حثي له كمية معينة من المقاومة، وأن مقاومة الملف هذه يجب أن تكون أقل ما يمكن، وتكون النسبة بين مفاعلة التوصيل والمقاومة الفعالة تُسمى معامل الجودة أو معامل Q للملف.
{\displaystyle Q={\frac {XL}{R}}={\frac {\omega L}{R}}}
والمطلوب أن تكون قيمة Q عالية لأن ذلك يعني ممانعة توصيل عالية ومقاومة منخفضة، وأما في حالة أن تكون قيمة Q منخفضة يبين ذلك أن قيمة مركبة المقاومة عالية نسبياً، وبالتالي يتواجد فقد كبير نسبياً في القدرة.
والمقاومة الفعالة للملف تختلف عن مقاومة التيار المستمر DC وذلك بسبب التيار الدوامي والتأثيرات السطحية، وتتغير بطريقة معقدة مع التردد، ولهذا السبب فنادراً ما تحسب Q بتعيين كل من L ، R.
وإحدى طرق قياس Q الممكنة هي باستخدام قنطرة التوصيل، ولكن دوائر مثل هذه القنطرة نادراً ما تكون قادرة على إعطاء قياسات دقيقة عندما تكون Q عالية، وفي هذه الحالة فإن أجهزة خاصة تستخدم لهذا الغرض.
وجهاز معالجة معامل الجودة Q هو جهاز صمم بخاصة لقياس معامل الجودة Q للملف، وكذلك لقياس الخواص الكهربائية للملفات والمكثفات، وهذا الجهاز يعمل على أساس رنين التوالي، بمعنى أنه في حالة رنين لدائرة توالي AC، فإن الجهد على المكثف يساوي الجهد المسلط QX للدائرة، فإذا كان الجهد المسلط على الدائرة يبقى ثابتاً عندئذٍ فإن الولتميتر الموصل عبر المكثف يمكن أن يًعاير لكي يُعطي قيمة Q مباشرة.
ويستخدم مذبذب واسع المدى (50KHZ → 50MHZ) كمغذي لقدرة الدائرة، ويتم قصر خرج المذبذب بمقاومة منخفضة القيمة، وعادةً ما تكون في حدود 0.02Ω ولذلك فهي تمثل تقريباً اللا وجود لمقاومة Rsh في دائرة المذبذب، وتمثل مصدر جهد ذات مقاومة صغيرة أو مهملة تقريباً، ويتم قياس الجهد على المقاومة الصغيرة Rsh ، V بواسطة مقياس ازدواج حراري، ويُقاس الجهد على المكثف V2 بواسطة فولتميتر إلكتروني.
ولتنفيذ عملية القياس فإن الملف المجهول يُوصل إلى أحد أطراف الاختبار للجهاز، وتولف الدائرة على الرنين وذلك إما بتغير تردد المذبذب، أو بالتغير في قيمة مكثف الرنين C، وتؤخذ قراءات الجهود على المكثف C، وعلى مقاومة التوازي Rsh.
ويتم الحصول على معامل الجودة للملف كالتالي :
من تعريف معامل الجودة Q للملف
{\displaystyle Q={\frac {X_{L}}{R}}}
إذن :
عندما تكون الدائرة في حالة الرنين
{\displaystyle X_{L}=X_{C}}
أو
{\displaystyle IX_{L}=IXC=V_{C}}
{\displaystyle VI=IR}
إذن :
{\displaystyle Q={\frac {X_{L}}{R}}={\frac {IX_{L}}{IR}}{\frac {V_{C}}{V}}}
ومعامل الجودة يسمى دائرة الـــ Q، لأن هذا القياس يشمل مفاقيد مكثف الرنين، الفولتميتر، ومقاومة التوازي Rsh، وبالتالي فإن معامل الجودة Q الحقيقي للملف سيكون أكبر قليلاً من الذي تم حسابه، وهذا الفرق صغير جداً ويمكن إهماله، ما عدا عندما تكون مقاومة الملف تحت الاختبار صغيرة نسبيا بالمقارنة بمقاومة Rsh.
كما أنه يمكن حساب حث الملف من القيم المعلومة للتردد F، ومكثف الرنين C كالآتي :
في حالة الرنين :
{\displaystyle X_{L}=X_{C}}
أو
{\displaystyle 2\pi fL{\frac {1}{2\pi fc}}}
أو
{\displaystyle L={\frac {1}{(2\pi f)^{2}c}}}

## قياس مكونات المعاوقة المنخفضة
مكونات المعاوقة المنخفضة، مثل القيم المنخفضة للمقاومات، الملفات الصغيرة، أو قيمة المكثف العالية، تُقاس على التوالي بدائرة القياس.
تُوصل المعاوقة Z على التوالي بالملف العياري والمعلوم له قيمة كلٍ من L ، R بدقة.
كيفية قياس مكونات المعاوقة المنخفضة
أولاً :
تتم عملية القياس بقصر الطرفين لمكونات المعاوقة المنخفضة تحت القياس، ويوضع المكثف في الوضع C1 من أجل حدوث حالة الرنين للدائرة :
في هذه الحالة :
{\displaystyle X_{L}=X_{C1}}
أو
{\displaystyle \omega L={\frac {1}{\omega c_{1}}}}
مهملاً مقاومة دائرة القياس
{\displaystyle Q_{1}={\frac {\omega L}{R}}={\frac {1}{\omega C_{1}R}}}
وأيضاً
{\displaystyle R={\frac {X_{L}}{Q_{1}}}={\frac {X_{C1}}{Q_{1}}}}
ثانياً :
تتم عملية القياس بفتح المفتاح عبر مكونات المعاوقة تحت القياس Z ويوضع المكثف في الوضع C2، من أجل حدوث حالة الرنين للدائرة.
وفي هذه الحالة :
{\displaystyle X_{L}+X_{m}=X_{c2}}
حيث Xm هي ممانعة الدخول المجهولة
أو
{\displaystyle X_{c1}+X_{m}=X_{c2}}
حيث : {\displaystyle X_{c1}=XL}
{\displaystyle X_{m}=Xc2-Xc1}
{\displaystyle ={\frac {1}{\omega C_{2}}}={\frac {1}{\omega C_{1}}}}
{\displaystyle X_{m}={\frac {C_{1}-C_{2}}{\omega C_{1}C_{2}}}}
فإذا كانت المعاوقة المجهولة عبارة عن حث منخفض
{\displaystyle L_{m}={\frac {C_{1}-C_{2}}{\omega C_{1}C_{2}}}}
Xm سوف تكون حثية عندما تكون C2 < C1
Xm سوف تكون سعوية عندما تكون C2 > C
وقيمة المقاومة Rm للمعاوقة المجهولة يمكن أن تحدد كالتالي :
حيث R2 هي المقاومة الكلية للدائرة
{\displaystyle R_{2}={\frac {Xc_{2}}{Q_{2}}}}
{\displaystyle R={\frac {Xc_{1}}{Q_{1}}}}
{\displaystyle R_{2}=R+R_{m}}
إذن
{\displaystyle R_{m}=R_{2}-R}
{\displaystyle ={\frac {Xc_{2}}{Q_{2}}}-{\frac {Xc_{1}}{Q_{1}}}}
{\displaystyle ={\frac {1}{\omega C_{2}Q_{2}}}-{\frac {1}{\omega C_{1}Q_{1}}}={\frac {C_{1}Q_{1}-C_{2}Q_{2}}{\omega C_{1}C_{2}Q_{1}Q_{2}}}}
فإذا كانت المعاوقة أومية تماماً، عندئذٍ فإن توليف المكثف سوف يبقى هو نفسه لكلا القياسين بمعنى أن :
{\displaystyle C_{1}=C_{2}}
{\displaystyle R_{m}={\frac {Q1-Q2}{\omega C1Q1Q2}}}
Q1 ، Q2 يتم تعيينهما من بيانات الفولتميتر المتصل عبر مكثف التوليف C، وجهد التغذية.
ومعامل الجودة Q للمعاوقة يمكن تحديده بالتعريف أي أن :
{\displaystyle Q_{m}={\frac {X_{m}}{R_{m}}}}
{\displaystyle ={\frac {\frac {(C_{1}-C_{2}}{\omega C_{1}C_{2}}}{\omega C_{1}C_{2}Q_{1}Q_{2}}}}
إذن
{\displaystyle Q_{m}={\frac {(C_{1}-C_{2})Q_{1}Q_{2}}{C_{1}Q_{1}-C_{2}Q_{2}}}}
وإذا كانت المعاوقة المجهولة هي مكثف كبير
{\displaystyle Cm={\frac {1}{\omega X_{m}}}={\frac {\omega c_{1}c_{2}}{\omega (c_{1}-C_{2})}}={\frac {c_{1}c_{2}}{c_{1}-c_{2}}}}
ومعامل الجودة للمكثف يمكن أن يُحدد من العلاقة التالية :
{\displaystyle Q={\frac {(C_{1}-C_{2})Q_{1}Q_{2}}{C_{1}Q_{1}-C_{2}Q_{2}}}}

## قياس مكونات المعاوقة العالية
مكونات المعاوقة العالية مثل قيمة المقاومات العالية، وقيم الحث العالية، والقيم المنخفضة للمكثفات، يتم قياسها بتوصيلهم على التوازي بدائرة القياس.
تُقاس المعاوقة المجهولة بدلالة مكوناتها المتوازية Rm ، Xm
ويتم القياس أولاً بدون توصيل المعاوقة المجهولة، وقراءة مكثف الرنين مع الملف العياري في الدائرة. ويتم حساب معامل Q للدائرة ونفرض أن قيمها  Q1 ، C1 على الترتيب، والقياس بالثاني يتم بعد وضع المعاوقة المجهولة بالدائرة، ونحصل على القيمة الجديدة لمكثف الرنين، ونعين القيمة الجديدة لمعامل الجودة Q ونفرض أن القيم الجديدة هي Q2 ، C2.
- ففي الحالة الأولى أي في حالة عدم توصيل المقاومة المجهولة في الدائرة، تحت ظروف الرنين :

{\displaystyle \omega L={\frac {1}{\omega C_{1}}}}
{\displaystyle Q={\frac {\omega L}{R}}={\frac {1}{\omega C_{1}R}}}
- أما في الحالة الثانية عندما تُوضع المعاوقة المجهولة في الدائرة وتحت ظروف الرنين فإن ممانعة الملف العياري سوف تساوي ممانعات التوازي لمكثف الرنين Xc2 وممانعة المعاوقة المجهولة Xm.

{\displaystyle X_{L}={\frac {Xc_{2}X_{m}}{Xc_{2}+X_{m}}}}
{\displaystyle X_{L}(Xc_{2}+X_{m})=Xc_{2}.X_{m}}
أو
{\displaystyle X_{m}={\frac {X_{L}..Xc_{2}}{Xc_{2}-X_{L}}}={\frac {{\frac {1}{\omega C_{2}}}{\frac {1}{\omega C_{1}}}}{{\frac {1}{\omega C_{2}}}{\frac {1}{\omega C_{1}}}}}}
أو
{\displaystyle X_{m}={\frac {1}{\omega (c_{1}-C_{2})}}}
فإذا كانت الممانعة للمعاوقة المجهولة سعوية
{\displaystyle X_{m}={\frac {1}{\omega C_{m}}}}
أو
{\displaystyle C_{m}={\frac {1}{\omega X_{m}}}=C_{1}-C_{2}}
وتكون المعاوقة الكلية RT سوف تساوي حاصل ضرب معامل الجودة Q للدائرة الكلية، والممانعة للملف العياري عند حالة الرنين :
{\displaystyle R_{T}=Q_{2}.X_{L}}
أو
{\displaystyle R_{T}=Q_{2}.X_{C1}={\frac {Q_{2}}{\omega C_{1}}}}
وتعين قيمة مقاومة المعاوقة المجهولة Rm بمقارنة الموصلات في الدائرة.
إذاً الموصلية الكلية لدائرة الرنين
{\displaystyle G_{T}=G_{m}+GL}
حيث Gm موصلية المعاوقة المجهولة، و GL موصلية الملف العياري ويساوي ( L2 ω2 + R\R2 )
إذن
{\displaystyle {\frac {1}{R_{T}}}={\frac {1}{R_{m}}}+{\frac {R}{R^{2}+\omega ^{2}L^{2}}}}
أو
{\displaystyle {\frac {1}{Rm}}={\frac {\omega C_{1}}{Q_{2}}}-({\frac {1}{R}})[{\frac {1}{1+{\frac {\omega ^{2}L^{2}}{R^{2}}}}}]}
{\displaystyle {\frac {1}{Rm}}={\frac {\omega C_{1}}{Q2}}-{\frac {1}{R}}({\frac {1}{1+Q_{2}^{1}}})}
وعادةً ما تكون قيمة Q1 عالية القيمة لذا فإن {\displaystyle Q_{2}^{2}+1} يمكن أن تؤخذ على أنها {\displaystyle Q_{2}^{2}}
إذن
{\displaystyle {\frac {1}{R_{m}}}={\frac {\omega C_{1}}{Q_{2}}}-{\frac {1}{RQ_{1}^{2}}}}
أو
{\displaystyle {\frac {1}{R_{m}}}={\frac {\omega C_{1}}{Q_{2}}}-{\frac {1}{RQ_{1}.{\frac {1}{\omega C_{1}R}}}}}
{\displaystyle ={\frac {\omega C_{1}}{Q_{2}}}-{\frac {\omega C_{1}}{Q_{1}}}}
{\displaystyle ={\frac {\omega C_{1}Q_{1}-\omega C_{1}Q_{2}}{Q_{1}Q_{2}}}}
{\displaystyle ={\frac {\omega C_{1}-(Q_{1}-Q_{2})}{Q_{1}Q_{2}}}}
أو أن Rm =
{\displaystyle orRm={\frac {Q_{1}Q_{2}}{\omega C_{1}(Q_{1}-Q_{2})}}}
ويكون معامل الجودة Q للمعاوقة المجهولة هو
{\displaystyle Qm={\frac {Rm}{Xm}}={\frac {\frac {Q_{1}Q_{2}}{\omega C_{1}(Q_{1}-Q_{2})}}{\frac {1}{\omega (C_{1}-C_{2})}}}}
{\displaystyle Qm={\frac {(C_{1}-C_{2})Q_{1}Q_{2}}{C_{1}(Q_{1}-Q_{2})}}}

## الأخطاء
سوف نناقش الأخطاء في العمليات السابقة في التالي :

### أخطاء نتيجة تقسيم السعات
Error due to distributed capacitance
إن السعة المقسمة أو السعة الذاتية لدائرة القياس تعطي خطأً في القياس، وهي تمثل أهم مصدر للخطأ، فهذا الخطأ يؤثر على القيمة الفعلية لــ Q، وكذلك يؤثر على حث الملف، فالسعة المقسمة أو السعة الذاتية Cd للملف يمكن قياسها وذلك بعمل عمليتي قياس عند ترددات مختلفة.
حيث يُوصل الملف تحت الاختبار مباشرة بأطراف اختبار دائرة القياس، ويولف مكثف الرنين على الرنين عند عند ترددين مختلفين نفرض أنهما f1 ، f2 ( وعادةً ما يؤخذ f2 ضعف f1 أي أن 2f1 = f2 )
ونفرض أن قيم مكثف الرنين هي C2 ، C1 عند الترددات f2 ، f1 على الترتيب .
{\displaystyle f_{1}={\frac {1}{2\pi {\sqrt {L(C_{1}+C_{d})}}}}}
{\displaystyle f_{2}={\frac {1}{2\pi {\sqrt {L(C_{2}+C_{d})}}}}}
وبما أن f2 = 2f1 فإن
{\displaystyle {\frac {1}{2\pi {\sqrt {L(C_{2}+C_{d})}}}}={\frac {2}{2\pi {\sqrt {L(C_{1}+C_{d})}}}}}
{\displaystyle so{\frac {1}{C_{2}+C_{d}}}={\frac {4}{C_{1}+C_{d}}}}
{\displaystyle orC_{d}={\frac {C_{1}-4C_{2}}{3}}}
والسعة المقسمة تقلل القيمة الفعالية لـــ Q الخاصة للملف، والفرق بين القيمة المقاسة والقيمة الحقيقية تعتمد على قيمة السعة المقسمة، وقيمة مكثف الرنين، والقيمة الحقيقية لـــ Q نحصل عليها من العلاقة التالية :
القيمة الحقيقية لـــ Q
{\displaystyle Q=Q_{e}({\frac {C-C_{d}}{C}})}
حيث أن 
- Q2 هي القيمة الفعالة لـــ Q الخاصة بالملف والتي عادةً ما تعتبر القيمة المبنية C.
- Q هي مكثف الرنين.
- Cd هي السعة المجزأة.

### خطأ نتيجة الحث المتبقي للجهاز
Error due to inductance
وهذا النوع من الحث المتبقي صغير جداً وفي حدود 0.015uH ولذلك فإنه يؤثر فقط في قياس المحثات الصغيرة جداً، مثلاً محثات ذات قيمة أقل من 0.5uH

### أخطاء نتيجة مقاومة التوازي
Error due to shunt resistance
مقاومة التوازي Rsh الخاصة بدائرة قياس الـــ Q تقدم خطأ فقط عندما تكون مقاومة ملف الاختيار مقارنة بقيمة مقاومة التوازي مثال ذلك ملف مقاومة 0.2Ω تقاس بمقاومة التوازي 0.2Ω وإلا تكون مقاومة التوازي Rsh صغيرة جداً، ويمكن إهمالها كما في حالة قياس Q لملف مقاومته 20Ω واستخدام مقاومة التوازي Rsh تساوي 0.02Ω

### أخطاء نتيجة توصيلة Q فولتميتر
Error due to conductance of Cp-Voltmeter
ينتج هذا الخطأ نتيجة تأثير التوازي لتوصيلة الفولتميتر المتصل عبر مكثف الرنين عند الترددات العالية، ولكن هذا الخطأ صغير جداً بحيث يمكن إهماله

## المواصفات
| 0-250 & 0-50 0-250in tow ranges              | Q range          |
| 300KHz, 1000KHz, 1 MHz, 3 MHz, 10 MHz-20 MHz | Frequency ranges |
| ±5%Fsd                                       | accuracy         |
| 230V, 50 Hz                                  | power supply     |

## أمثلة
مثال «1»
باستخدام ملف عياري مناسب، تم توصيله إلى مقياس Q ، تم الوصول إلى رنين بتردد قدره f1، مع مكثف رنين عند القيمة C1، وكانت قيمة معامل Q المبينة هي Q1، تم توصيل معاوقة مجهولة على التوالي مع الملف العياري، وتم الحصول على رنين مرةً ثانية بوضع قيمة مكثف الرنين عند C2، وقيمة معامل -Q هي Q2 عين :
1. المركبة الأومية
2. المركبة غير الفعالة للمعاوقة المجهولة عندما تكون :

C1 = 208pF, Q = 80, C2 = 184pF, Q2 = 50
وكان التردد قيمته : 165KHz
الحل
- من البيانات السابقة ومن أن المركبة الأومية للمعاوقة المجهولة تُعطى من العلاقة التالية

{\displaystyle Rm={\frac {1}{\omega }}=({\frac {1}{C_{2}Q_{2}}}-{\frac {1}{C_{1}Q_{1}}})}
{\displaystyle ={\frac {1}{2\pi X165X10^{3}}}=({\frac {1}{184X10^{-12}X50}}-{\frac {1}{208X10^{-12}X80}})}
Ω = 46.88
- المركبة غير الفعالة للمعاوقة المجهولة

{\displaystyle Xm={\frac {1}{\omega }}=({\frac {1}{C2}}-{\frac {1}{C1}})}
{\displaystyle ={\frac {1}{2\pi X165X10^{3}}}=({\frac {1}{184X10^{-12}}}-{\frac {1}{208X10^{-12}}})}
Ω = 605